# Pradons
Pradons település Franciaországban, Ardèche megyében. Lakosainak száma 537 fő (2022. január 1.). Pradons Balazuc, Chauzon, Lagorce és Ruoms községekkel határos.

## Népesség
A település népességének változása:
| Lakosok száma | 143  | 180  | 220  | 401  | 457  | 464  | 470  | 473  | 496  | 537  |
|               | 1968 | 1982 | 1990 | 2006 | 2013 | 2015 | 2017 | 2019 | 2020 | 2022 |